# Boura I
Pour les articles homonymes, voir Boura.
Boura 1 est un village camerounais, une chefferie de troisième degré située dans la région du Centre au Cameroun. Il est l'un des trois villages constituant le canton Kombé dans l'arrondissement (commune) de Mbangassina, département du Mbam-et-Kim.
Boura 1 est créé vers la deuxième moitié du XIXe siècle ; il est à 19 km de Bafia et 11 km du fleuve Mbam. C'est le premier village du Mbam-et-Kim quand on quitte le Mbam-et-Inoubou en passant par Lablé, Nyamsong 1, Egona 1, Tsékané et Bouraka.

## Géographie

### Localisation
Boura 1 est limité :
- au nord et à l'ouest par le village autonome Bouraka dans l'arrondissement d'Ombessa dans le département du Mbam-et-Inoubou ;
- à l'est par le fleuve Mbam ;
- au sud par la rivière Offama qui la sépare de Boura 2.

Boura 1 s'étend sur près de 4 km de long et est traversé par la route départementale Bafia-Ntui qui a près de 80,89 km, précisément le tronçon Bafia-Biakoa long de 48,83 km. C'est cette même route départementale D47 qui servait jadis, avant la construction de la Nationale no 4 qui passe par Ebebda à relier la Région de l'Ouest Cameroun à celle du Centre.
Aujourd'hui, la route principale qui relie Bafia à Boura 1 est facilement accessible par moto.

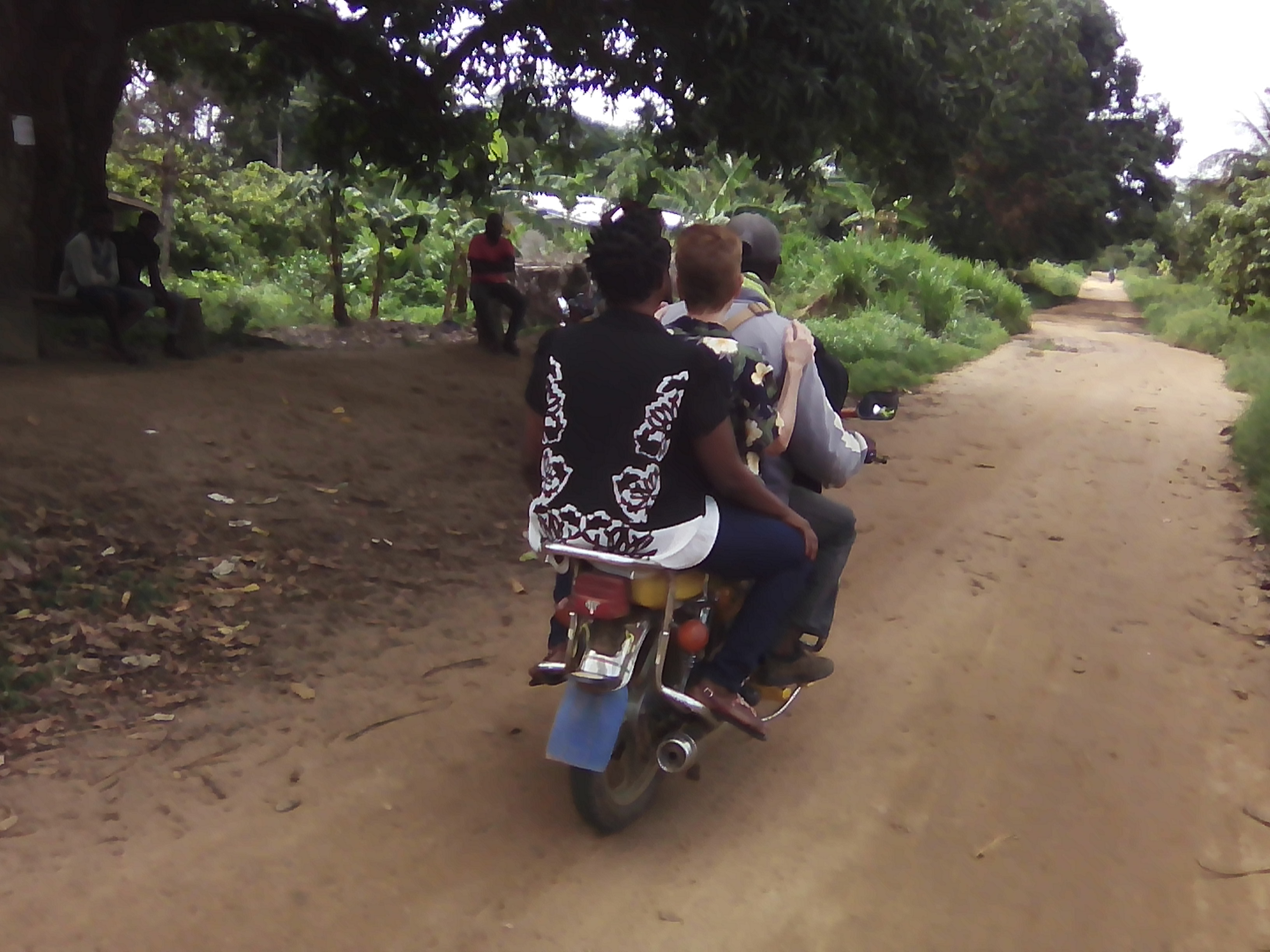
Sur la route départementale D47 Bafia-Ntui. Un mototaximan et ses deux passagers à Tsékané, allant à Boura 1.
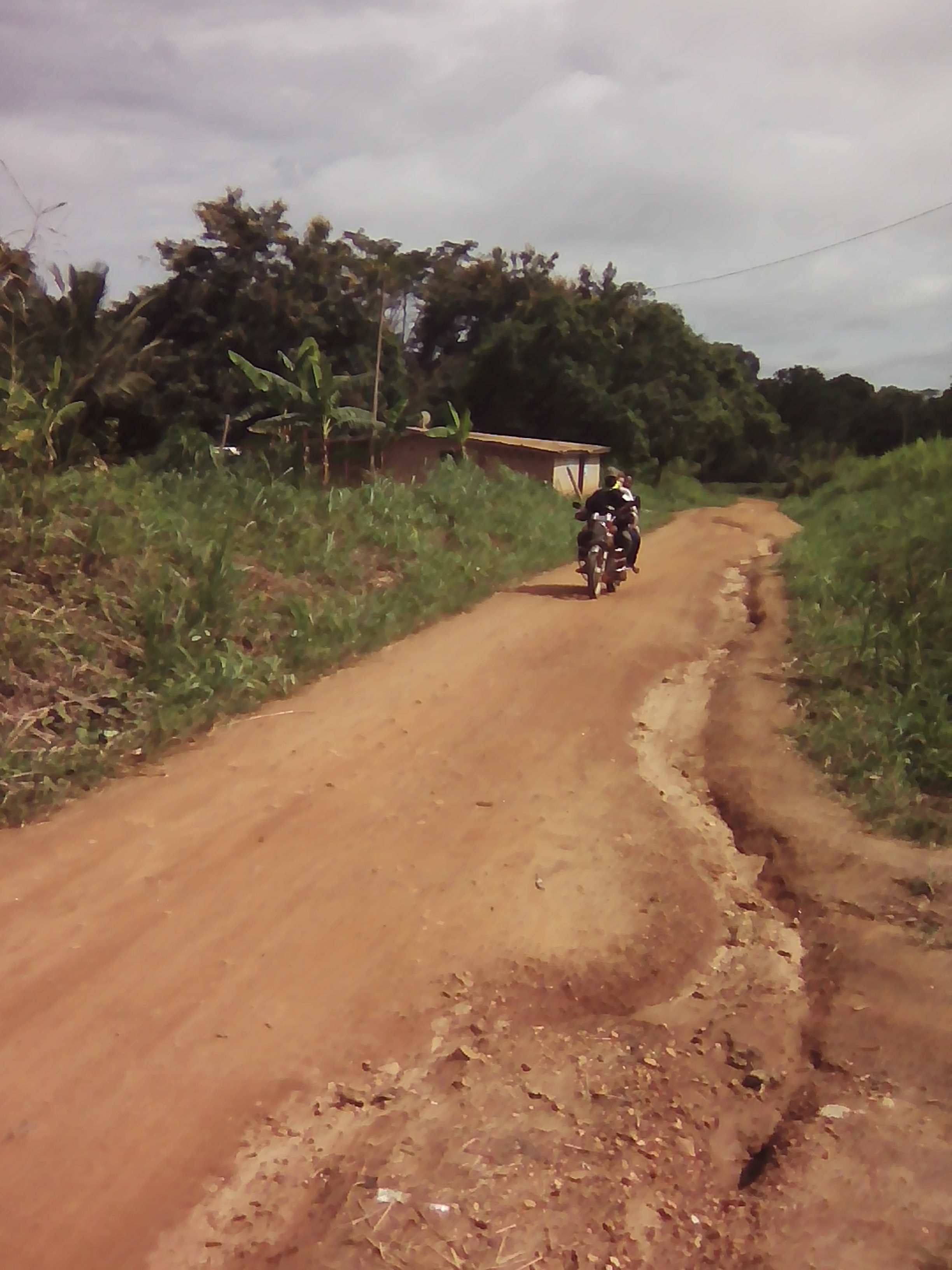
Sur la route départementale D47 Bafia-Ntui. Montée de la Chefferie.

Grâce à l’essor de ce secteur d'activité dans les transports ruraux, la mobilité des populations s'est accrue, les pistes et routes rurales n'étant pas toujours praticables pour les voitures en toutes saisons.

#### Organisation locale
Boura 1 localement est divisé en neuf quartiers ayant chacun un chef de quartier à sa tête.
| N° | Quartiers   | Chef de quartier  |
| -- | ----------- | ----------------- |
| 1  | Bassêrê     | Mbala Samuel      |
| 2  | Biamananguê | Mnaga Omboré      |
| 3  | Séku 1      | Belinga Désiré    |
| 4  | Séku 2      | Essondo Henri     |
| 5  | Biambongo   | Okala Philippe    |
| 6  | Assôh       | Késsah Dima Silas |
| 7  | Yanga       | Andô Jean Claude  |
| 8  | Kpakara     | Dima Roger        |
| 9  | Bionga      | Abina Abina       |

### Relief
Boura 1 a un relief peu accidenté, il est jalonné de collines et plateaux doux où prédominent les sols ferrallitiques. Dans les bas-fonds nombreux, on rencontre des sols hydromorphes.

### Climat
Le climat est de type sub-équatorial, malgré les changements climatiques, on distingue deux saisons sèches et deux saisons humides.

### Hydrographie

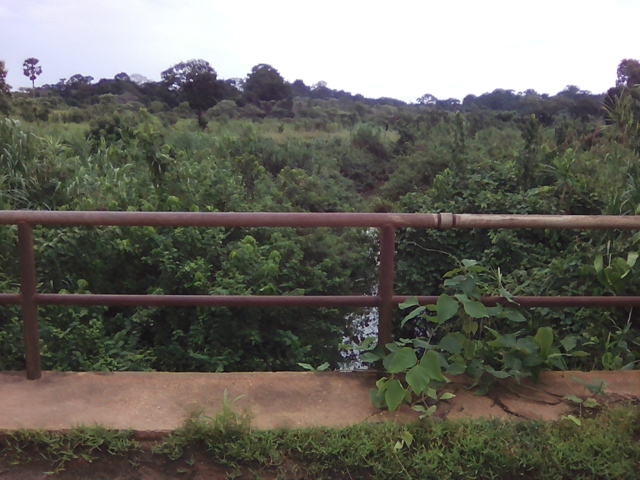
Rivière Offama

Outre la rivière Offama et du fleuve Mbam qui servent de limites naturelles, le village a plusieurs marécages et arrosé par deux cours d'eau saisonniers, Mugnogni et Bitatane[réf. nécessaire].

### Végétation
Elle est essentiellement composées de forêt dégradée, associé à la savane arborée, avec en périphérie des forêts galeries du fleuve Mbam.[réf. nécessaire]

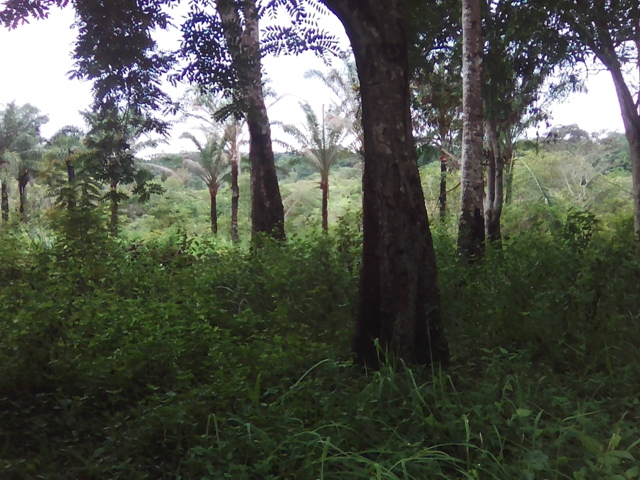
Forêt dégradée de Boura 1
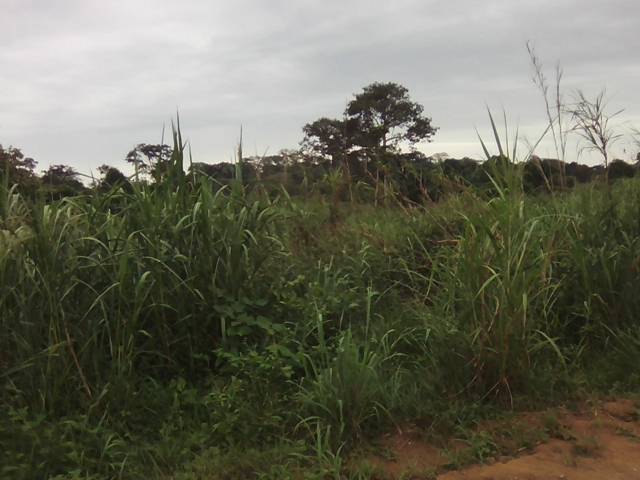
Savane sur les bords d'Offama
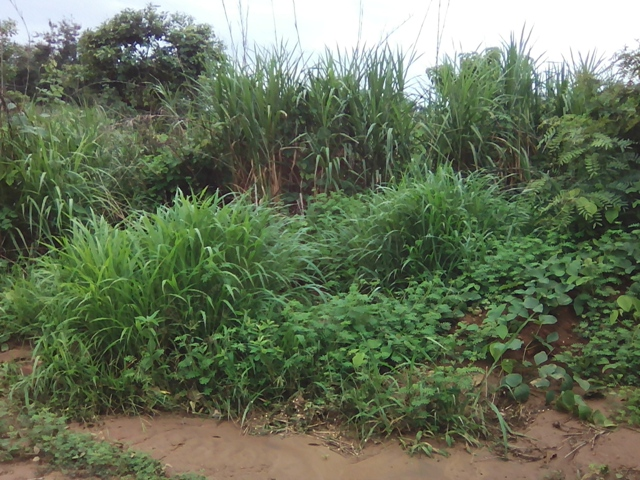
Savane de Boura 1

### Population
La population de Boura 1 est évaluée à environ 500 habitants, inégalement répartis sur la superficie du village qui est évaluée à 40 km2. Ces populations parlent pour la majorité le tuki.
Les principaux groupes familiaux sont :
- Ignia-Ombôré ;
- Ignia-Manenguê ;
- Séku (de Edoua Agnïnga) ;
- Ignia-Mbongo ;
- Ignia-Aroye ;
- Ignia-Yanga ;
- Ignia-Djuwa.

N.B. : ignia veut dire « ceux de ».
Le taux de natalité est moyen, la répartition par classe d'âge confirme la jeunesse du village.

## Histoire

### Création et toponymie
Wussï Mbarra, père de nombreux enfants, originaire de la famille Yangaffi de Ntui, quitte cette localité pour s'installer à Nguila. À cause de la propension hégémonique de ses enfants, ces derniers seront chassés de Nguila après la mort de leur géniteur. Ils iront ainsi se réfugier à Bangara près de Ngoro où ils seront combattus une fois de plus pour avoir tué le chef de Yassakounou. ils traverserons alors le fleuve Ngoro pour s'installer à Ndouma.
Après des excursions chez les Yambassa de Baliama, Boyaba et Nengoang, ils se stabilisent sur le territoire actuel où ils trouvent une espèce de rats blancs abondante et comestibles habitant des nids au sol. Ils lui donnent le nom de Wurā (lire wourā) qui devient plus tard Boura en français.
Wurā est toujours usité jusqu'à nos jours par les personnes originaires de ces localités. Ainsi, une personne de là vous dira qu'elle est « mā wawurā » (l'un/l'une de ceux de wurā) en tuki et les personnes d'un groupe originaire de cette même localité diront qu'elles sont « wa wurā » (ceux de Wurā).
Pour des raisons de sécurité et de protection mutuelle, les deux frères, parmi les plus vaillants de la fratrie issue de Wussï Mbara, Edoua Agnïnga et Wassara Agnïnga, accompagnés chacun de sa famille et autres fidèles, décident de se séparer. C'est ainsi que l'aîné traversera la rivière Offama pour créer Boura 2 sur la rive opposée, tandis que le cadet restera sur le site où ils s'étaient installés à leur arrivée et qui deviendra Boura 1.
C'est lors de la réunion du 26 juin 2013 relative à la coordination des activités des chefs traditionnels, que le sous-préfet de Mbangassina relèvera que ces derniers ne sont pas assez outillés pour l'accomplissement de leur mission. Et, afin de leur permettre de jouer pleinement leur rôle, il leur conseillera de s'approprier les termes du décret no 77/245 du 15 juillet 1977 portant organisation des chefferies traditionnelles, complété et modifié plus tard par le décret no 2013/332 du 13 septembre 2013. C'est dans ce contexte que ce dernier demandera auxdits représentants de la notabilité coutumière de relever des défis sanitaires, environnementaux, éducatifs et sécuritaires :
- mise sur pied un comité de développement local dans chaque village[19] ;
- création des comités de vigilance pour réguler les problèmes sécuritaires[20] ;
- prévention de la consommation de drogue et d'alcool ;
- promotion de l'éducation féminine ;
- assainissement de l'environnement et lutte contre les maladies hydriques.

### Chefs et règnes
Depuis sa création à ce jour, Boura 1 a eu six chefs à sa tête, leur nom, période et durée de règne sont données ci-dessous.
| N° | Nom et prénom            | Période de règne                     | Durée du règne | Observations |
| -- | ------------------------ | ------------------------------------ | -------------- | --- |
| 1  | Edoua Agnïnga            | de la création à 1915                | Inconnue       | Mort au trône |
| 2  | Belinga Edoua            | 1915 à 1964                          | 49 ans         | Accède au trône après le décès de son père en 1915, est le premier chef du Canton Kombé en 1933, est destitué le 1er novembre 1964 |
| 3  | Vacance                  | 1er novembre 1964 au 18 février 1966 | 15 mois        | |
| 4  | Edoua Edoua              | 1er mars 1966 à 1992                 | 26 ans         | Accède au trône par arrêté préfectoral, meurt au trône.                                                                            |
| 5  | Mbiôrô Edoua             | 1992 à 1998                          | 6 ans          | Décède au trône |
| 6  | Belinga Belinga Simon    | 1992 à 2006                          | 14 ans         | Décède au trône |
| 07 | Belinga Belinga Emmanuel | Depuis le 16 février 2006            | -              | En poste |

#### Belinga Edoua
Né vers 1895 de Edoua Agnïnga (père) et Noumongo (mère) ; il a le plus long règne (49 ans) jusqu'à nos jours à Boura 1. Il succède en 1915 à son père Edoua Agnïnga (écrit Yenga dans son bulletin de notes) alors qu'il n'a que 20 ans. Dix huit ans plus tard, en 1933, il est fait chef de canton. Il est ainsi le premier chef du canton Kombé. Il a 17 femmes et 27 enfants. Il est par ailleurs le plus grand agriculteur et éleveur de sa localité. Il sera craint par ses populations pour sa sévérité. Il est bien apprécié au début comme l’attestent les bulletins de notes établis à son endroit.

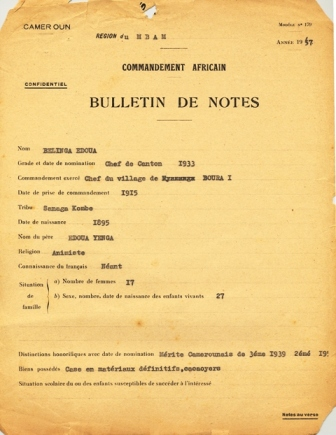
Recto du bulletin de notes de Bélinga Edoua.
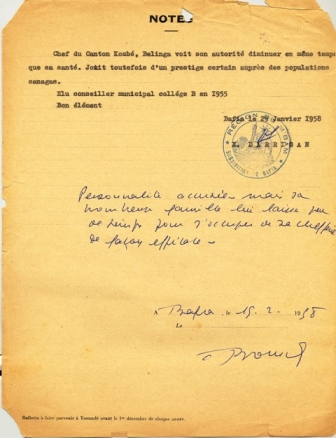
Verso du bulletin de notes de Bélinga Edoua.

Ses difficultés commencent dès lors qu'il s'est opposé au recensement de ses populations. Il lui est adressé une demande d'explication à la suite de plusieurs plaintes portées contre lui. Plus tard, des sanctions sont demandées à son encontre. Le sous-préfet de Ntui transmettra ainsi une lettre manuscrite de l'agent recenseur Bidias, dans laquelle il est fait état de l'attitude réticente du chef face au recensement de ses populations.
D'apprécié qu'il était, il tombera en disgrâce et sera ainsi destitué par un arrêté ministériel le 1er décembre 1964.

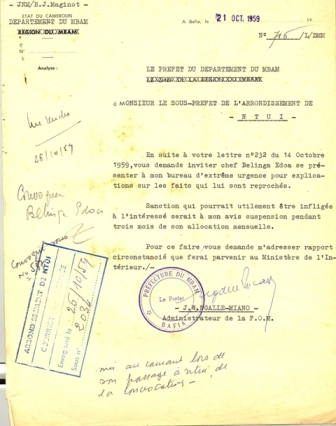
Lettre de demande d'explications à Bélinga Edoua.
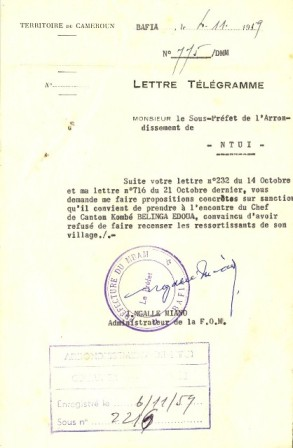
Proposition de sanctions à Bélinga Edoua.
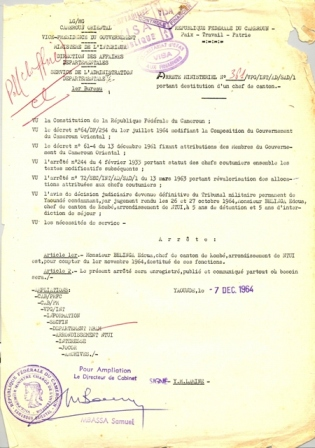
Arrêté ministériel de destitution de Bélinga Edoua.

Après sa destitution, la chefferie connaîtra une vacance de près de quinze mois, et c'est le 1er mars 1966 qu'elle verra la désignation d'un nouveau chef au nom de Edoua Edoua (mal écrit : Edoua Édouard).

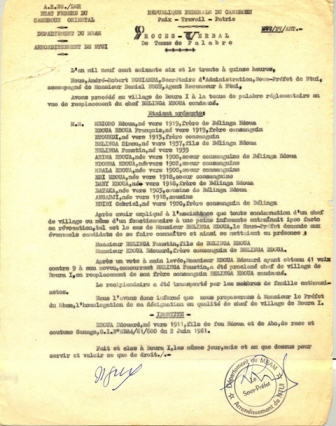
Procès-verbal de tenue palabres en vue de la désignation d'un chef à Boura 1.
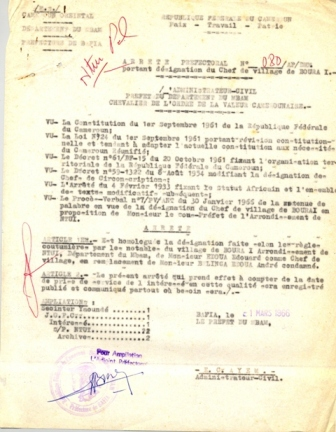
Désignation de Edoua Edouard comme chef de Boura 1.

## Activités économiques
Les populations de Boura 1 pratiquent entre autres l'agriculture, l'élevage, le commerce, la pêche, la cueillette, la chasse et l'exploitation des produits forestiers.

### Agriculture
C'est le cacao qui reste la principale culture de rente, il connait un grand engouement, mais depuis, les plantations sont vieillissantes. Les plants existants et exploités sont ceux mis au sol depuis longtemps. Les jeunes ont déserté le village pour aller chercher un mieux vivre ailleurs, dans les localités comme Yaoundé ou Douala.

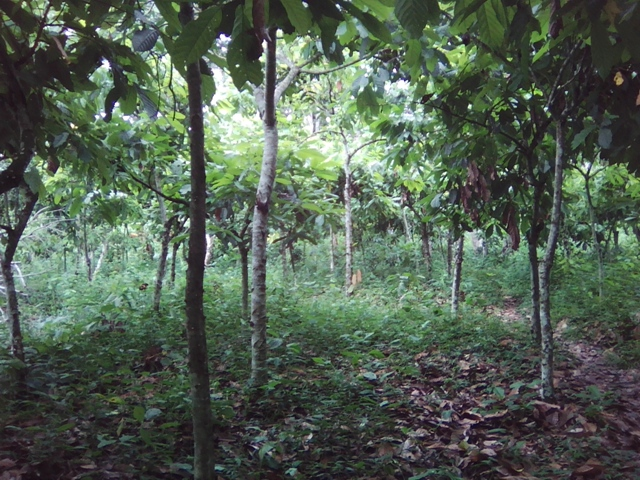
Une cacaoyère à Assôh.
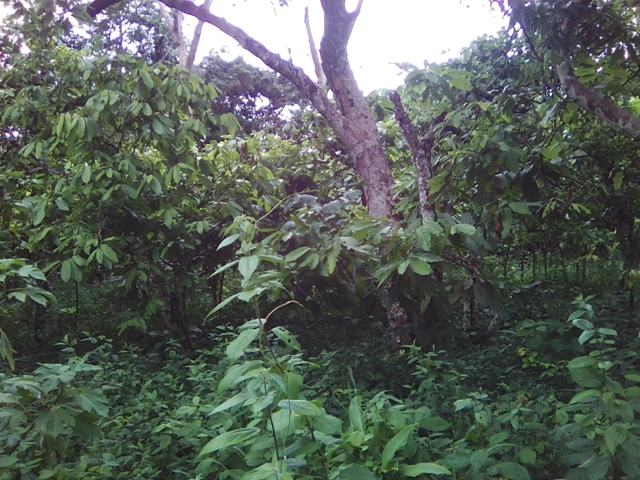
Une cacaoyère en saison de pluies.
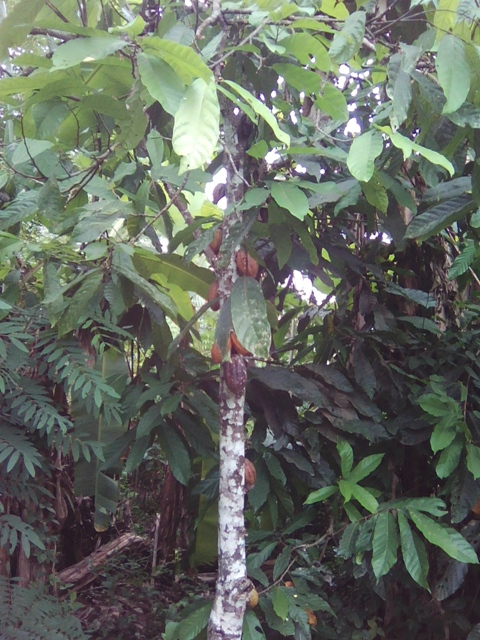
Cabosses de cacao sur une tige en saison pluvieuse.

Les cultures vivrières sont aussi pratiquées. Parmi elles on a le manioc qui est souvent transformé en saucisse de manioc (bâton de manioc), parfois il est séché pour être vendu comme farine. Il y a aussi la banane, l'igname, la patate, le macabo, le taro, l'arachide, le maïs, les légumes de diverses saisons.
Concernant les agrumes, il y a les mandariniers, les orangers, les citronniers, pamplemoussiers…
Du côté des arbres fruitiers il y les manguiers, les avocatiers, les goyaviers, les ananas, les pruniers, les safoutiers, etc.
L'agriculture à Boura 1 est le plus souvent pratiquée selon la conception du temps et les saisons chez wakî.

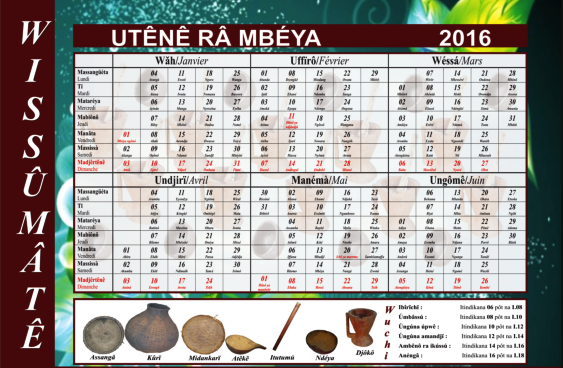
Calendrier waki, premier semestre', Wissûmatê.
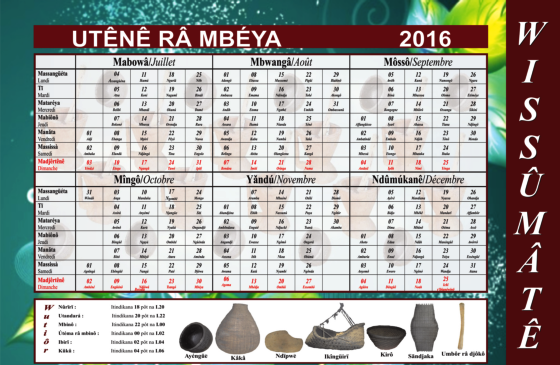
Calendrier waki, second semestre, Wissûmatê.

Le présent calendrier (Utênê râ Mbéya 2016, avec Utênê = État, râ = de, Mbéya = Année) fait état de l’année telle qu’elle était et est conçue par waki, suivant le temps et les activités agricoles.
Ce calendrier a été réalisé par Wissûmatê, une association déclarée à la Préfecture de Bafia sous le récépissé de déclaration d'association no 015/RDA/J04/SASC du 1er février 2016 et dont le but est le développement et l’harmonisation du Tukî ainsi que la promotion et la sauvegarde du patrimoine culturel waki.
Ce calendrier, présente douze périodes (mois) de l’année qui indiquent le temps ou le type de travaux champêtres qu’il fallait et qu'il faut réaliser, ainsi que sept jours de la semaine et deux périodes de la journée, l’une diurne (Wuchï) et l’autre nocturne (Wutiôr), enfin des intervalles de temps y afférents, ayant chacun une dénomination particulière.
En effet les Waki qui n’avaient pas d’horloge, désignaient les intervalles de temps par des appellations particulières qui se fondaient sur la régularité de certains chants d’oiseaux ou de cris d’animaux, la position des astres et les ombres portées.
Nous avons ainsi :
- les douze périodes de l’année qui sont :

| Premier semestre de l'année           | Deuxième semestre de l'année                                     |
| ------------------------------------- | ---------------------------------------------------------------- |
| Wǎh (janvier) ; période de sécheresse | Mabowa (juillet) ; grandes récoltes                              |
| Uffïrô (février) ; période d’étiage   | Mbwángá (août) ; période de la gelée                             |
| Wéssa (mars) ; début du désherbage    | Môssô (septembre) ; début des pluies                             |
| Undjirï (avril) ; période de soudure  | Mingô(octobre) ; périodes des grandes pluies                     |
| Manéma (mai) ; période des semis      | Yǎndú (novembre) ; période du rougissement des eaux de rivière   |
| Ungômê (juin) ; période nuageuse      | Ndumukanê(décembre) ; période du vent froid et sec (l'harmattan) |

L'agriculture à Boura 1 se conforme au présent calendrier et se caractérise par :
- des exploitations familiales, principalement pour l'autoconsommation alimentaire locale ou l'expédition des produits vivriers aux enfants et autres parents hors du village ;
- une culture fortement extensive.

Les populations bénéficient de l'assistance agricole régulière et traditionnelle du Ministère de l'Agriculture et du Développement Rural à travers le poste agricole de Koba.

### Commerce et service
Le système de commercialisation du cacao est caractérisé par une multiplicité d'intermédiaires parmi lesquelles les coxeurs (qui nuisent et dont l'activité est combattue par les pouvoirs publics), le Gic Plabou et autres sous-traitants. Concernant les cultures vivrières, le village n'ayant pas de marché périodique, l'écoulement des vivres se fait lors des marchés les plus proches à Bouraka et celui de Tiko à Bialanguena.
Les prix, en dehors de ceux du cacao qui tournent autour de ceux homologués, sont déterminés pour les autres produits selon la loi du marché et parfois en fonction des coûts de transport.
Les populations parfois vendent la volaille, du petit bétail, du gibier, divers produits de chasse, cueillette et pêche. Il existe deux ventes à emporter à Boura 1, mais la majorité d'achats se font à Bouraka, le village voisin. Et le vin de palme, Ukô en Tuki reste la principale boisson vendue au village.
À propos des services, il y a ceux liés au transport des personnes et vivres, les travaux saisonniers dans les champs et plantations.

### Élevage
C'est la petit élevage domestique qui est dominant à Boura 1 ; on y trouve essentiellement des chèvres, moutons, porcs, des poulets, canards et cailles.
Les chèvres et moutons, avec généralement une longe au cou pendant la saison des labours sont attachés près des touffes d'herbes pour brouter et ramenés le soir à la maison. Pendant la saison sèche, ils sont libérés et laissés en divagation. Une expression culturelle « Mbuï râ wǎh » (Chèvre de la sècheresse) utilisée d'Egona I à Boura I est ainsi généralement utilisée pour exprimer la liberté par allégorie à cette divagation.

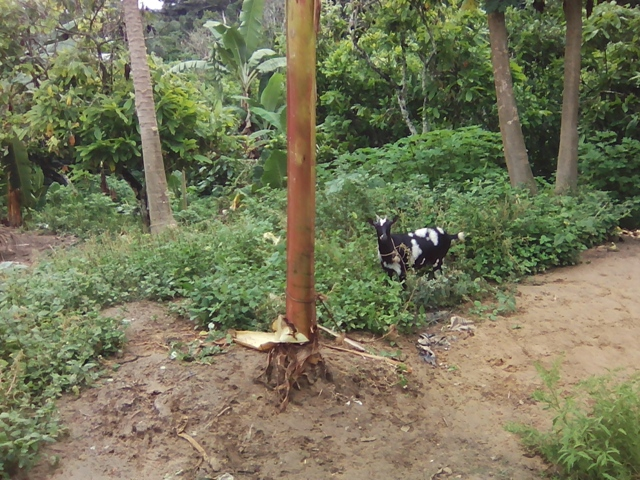
Une chèvre.
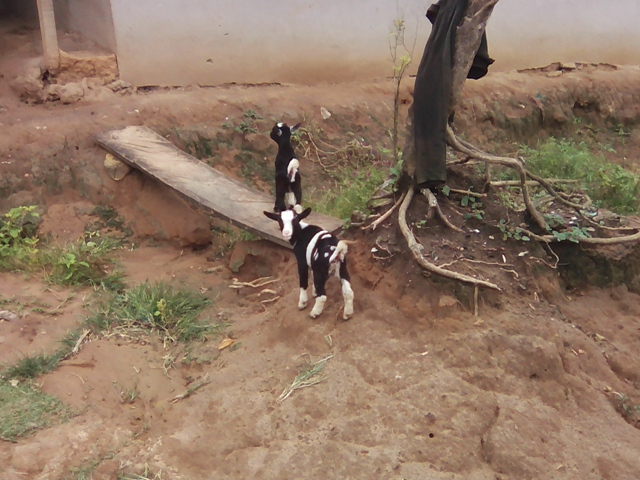
Deux cabris.
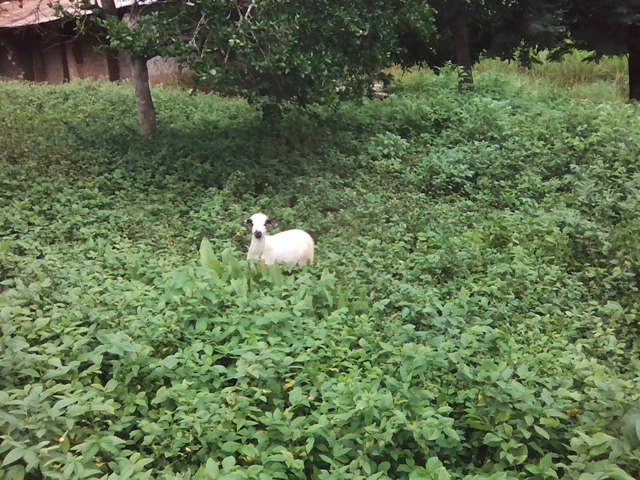
Brebis blanche.

Les porcs sont généralement dans les enclos où ils sont nourris pendant les périodes des labours, et pendant la sècheresse, ils sont aussi laissés libres.
Les poulets et canards vivent généralement en liberté. La nuit, les poulets dorment souvent à l'extérieur, sur les branches d'arbres, les étagères, dans des enclos ou sur le sol, tandis que les canards dorment généralement à l'intérieur des maisons, à même le sol ou à l'extérieur de la concession.

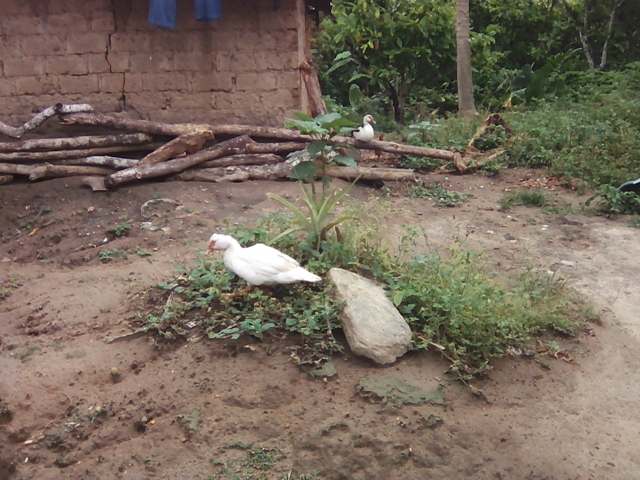
Canard de Boura 1.
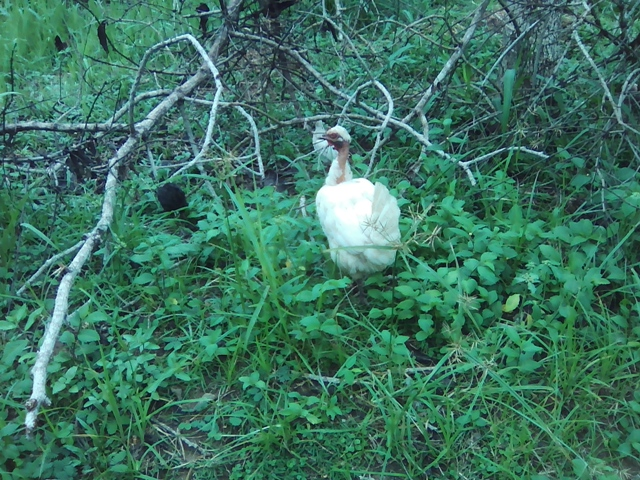
Poulet à Boura 1.

### Pêche
La pêche est artisanale, elle se pratique de quatre manières différentes :
- à la ligne ;
- au barrage ;
- au filet ;
- à la nasse.

Elle se pratique de jour comme de nuit au bord du fleuve Mbam ou dans son cours grâce à des pirogues. Elle se pratique aux abords de la rivière Offama et des cours d'eau saisonniers.

#### Pêche à la ligne
Avec une ou plusieurs cannes à pêche, les pêcheurs, en groupe ou isolés, de jour comme de nuit vont faire des formes de battues aux bords des cours d'eau.
Lorsque le pêcheur a une seule canne à pêche, il peut la tenir à la main ou l'enfoncer au sol, mais quand elles sont nombreuses, il enfonce certaines au sol et peut en garder une entre les mains ou pas.

#### Pêche au barrage
Elle se déroule d'habitude pendant la période d'étiage qui s'étend de décembre à février. Elle est plus pratiqué par des femmes. Les pêcheuses, après avoir barré en amont et en aval le lit de la rivière, enlèvent l'eau des deux côtés à l'aide des cuvettes au tout autre récipient ; quand il n'y a plus assez d'eau, que celle-ci n'arrive plus qu'au niveau des chevilles, elles peuvent commencer à attraper le poisson à l'aide de leur panier. Elles utilisent une technique spéciale pour attraper les silures à mains nues en évitant d'être piquées.

#### Pêche au filet

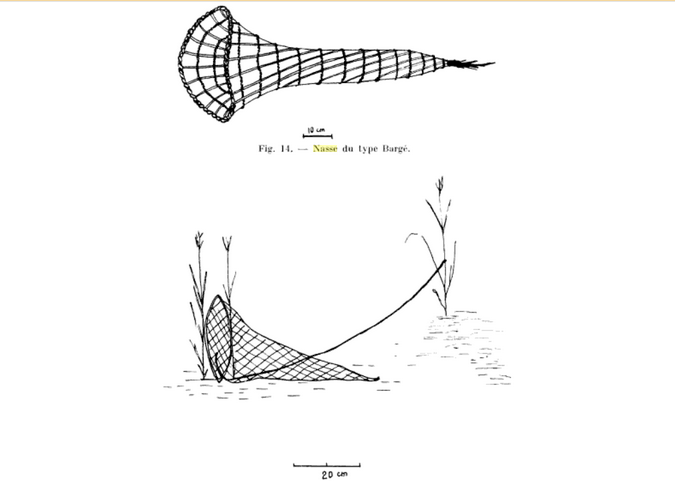
Nasse de pêche utilisée au bassin de la Bénoué.

Elle est rarement pratiquée par les natifs de Boura 1, elle est le fait de quelques étrangers, majoritairement les Maliens.

#### Pêche à la nasse
Elle est pratiquée en tout temps, la nasse, fabriquée à l'aide de fibres de rotin ou de palmes est déposée attachée au bord d'un cours. La façon dont elle est fabriquée fait que, lorsqu'un poisson y est entré, il ne puisse plus en ressortir.

### Chasse

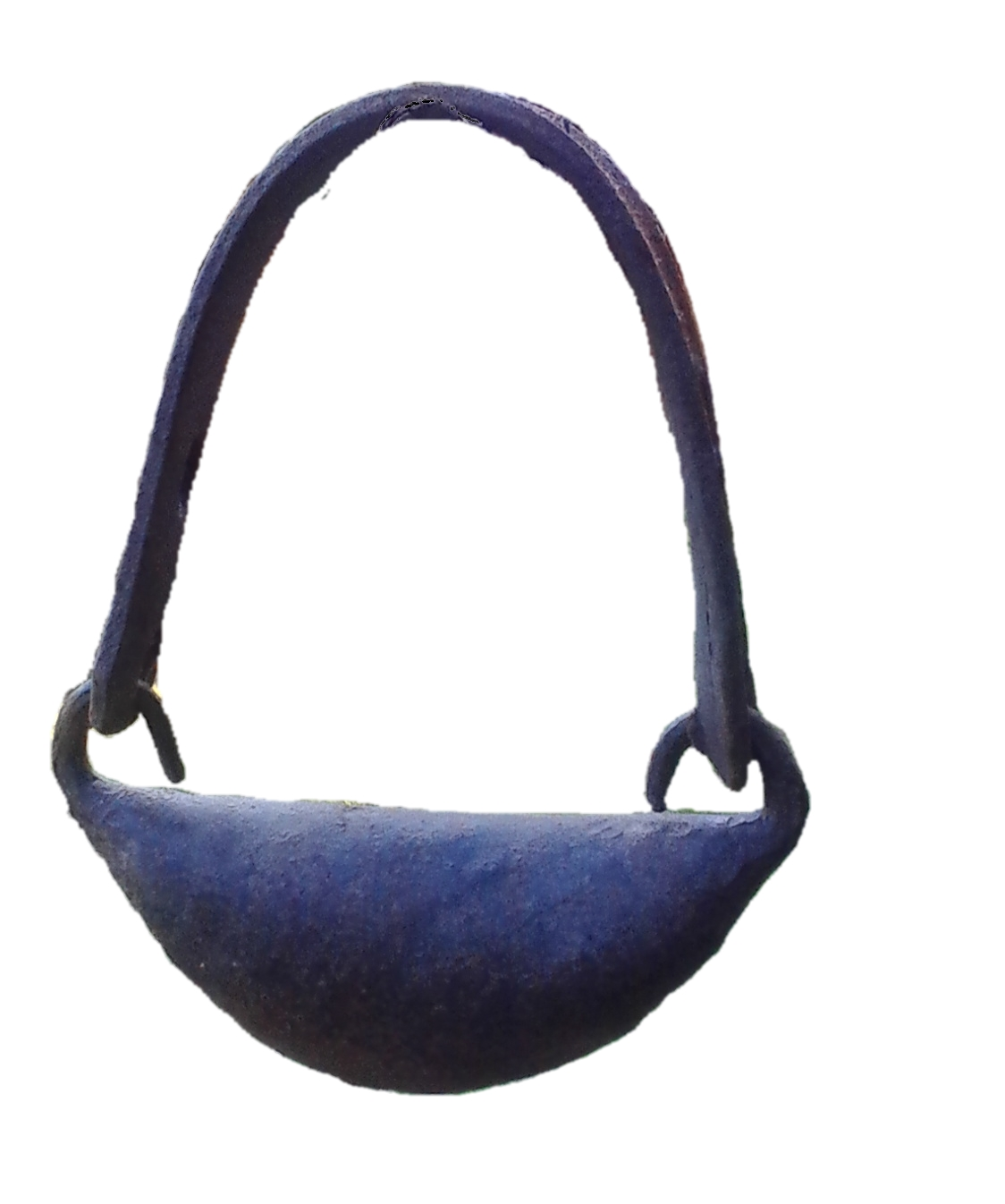
Grelot de chien

Elle se pratique à l'aide de pièges, arc et flèches, lances et des fusils de manière individuelle ou parfois par des battues à l'aide des chiens arborant un grelot. Ce grelot est constitué d'une ceinture de cuir en peau d'animal et d'une clochette oblongue à l'intérieur de laquelle se trouve une massette qui pend autour d'un axe et cogne aux abords de la clochette en produisant un bruit permettant de distinguer le chien en brousse et de le situer, ceci afin de ne pas tuer ce dernier par mégarde ou de le retrouver facilement.
Les animaux les plus recherchés sont les singes, les hérissons, les écureuils, les pintades, les perdrix, les rats, les gazelles, les vipères, le serpent boa.

### Cueillette et ramassage
Les feuilles de joncs, les safou, les prunes, le bois, l'okok, le rotin, le bambou, et diverses feuilles ou écorces sont les principaux produits récoltés.

### Exploitation forestière
Elle se résume à l'usage domestique du bois, construction ds enclos, cuisine, charpentes, maisons. Du domaine de l'exploitation il y a la vente de certaines essences comme l'iroko, le pachiloba, le fraquet, l'ayos, etc., aux exploitants forestiers.

## Infrastructures sociales

### Éducation
L’école publique de Boura 1 perd de sa superbe depuis près de cinq ans aujourd’hui parce que le corps enseignant chargé de sa gestion l’abandonne et la déserte, en évoquant comme raison l'enclavement du village[réf. souhaitée]. Elle se trouve sur l’ancienne route Bafia-Yaoundé à 19 km de Bafia. Des cases sont mises à la disposition des maîtres, pour faciliter leur séjour, parmi lesquels deux bâtiments. Un appartement de trois pièces est réservé au chef d'établissement, un autre appartement de trois pièces est réservé à ses collaborateurs. Lesdits logements sont bâtis en semi-dur en blocs de terre.
L’école publique de Boura 1 à l’époque était la seule école du canton de Kombé à cycle complet (1966/1967), bien avant celle de Bialanguena. Mais la situation qui prévaut a amené les parents à retirer leurs enfants pour aller les inscrire à Bouraka où ces derniers doivent parcourir une distance plus grande, augmentant les risques d’accident, d’agression diverses et de maladies liées aux poussières qu’ils inhalent chemin faisant.
L’effectif de l’école, considérable il y a de cela dix ans[réf. souhaitée], est allé decrescendo pour s’arrêter durant l'année scolaire 2014-2015 à 23 élèves pour une école à cycle complet, de la SIL (Section d'Initiation au Langage) au CM2(cours moyen 2).

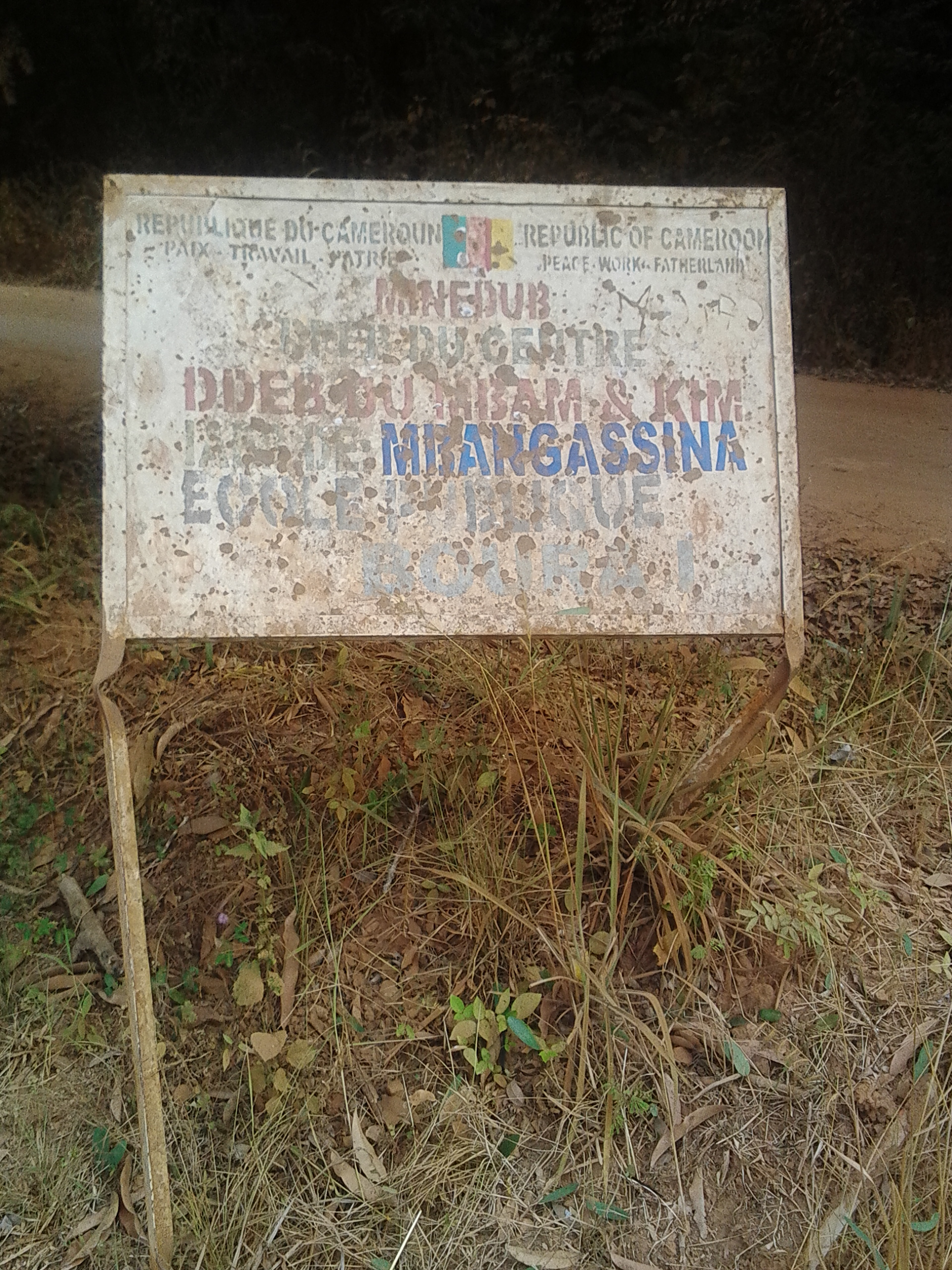
Plaque de signalisation de l’école publique.
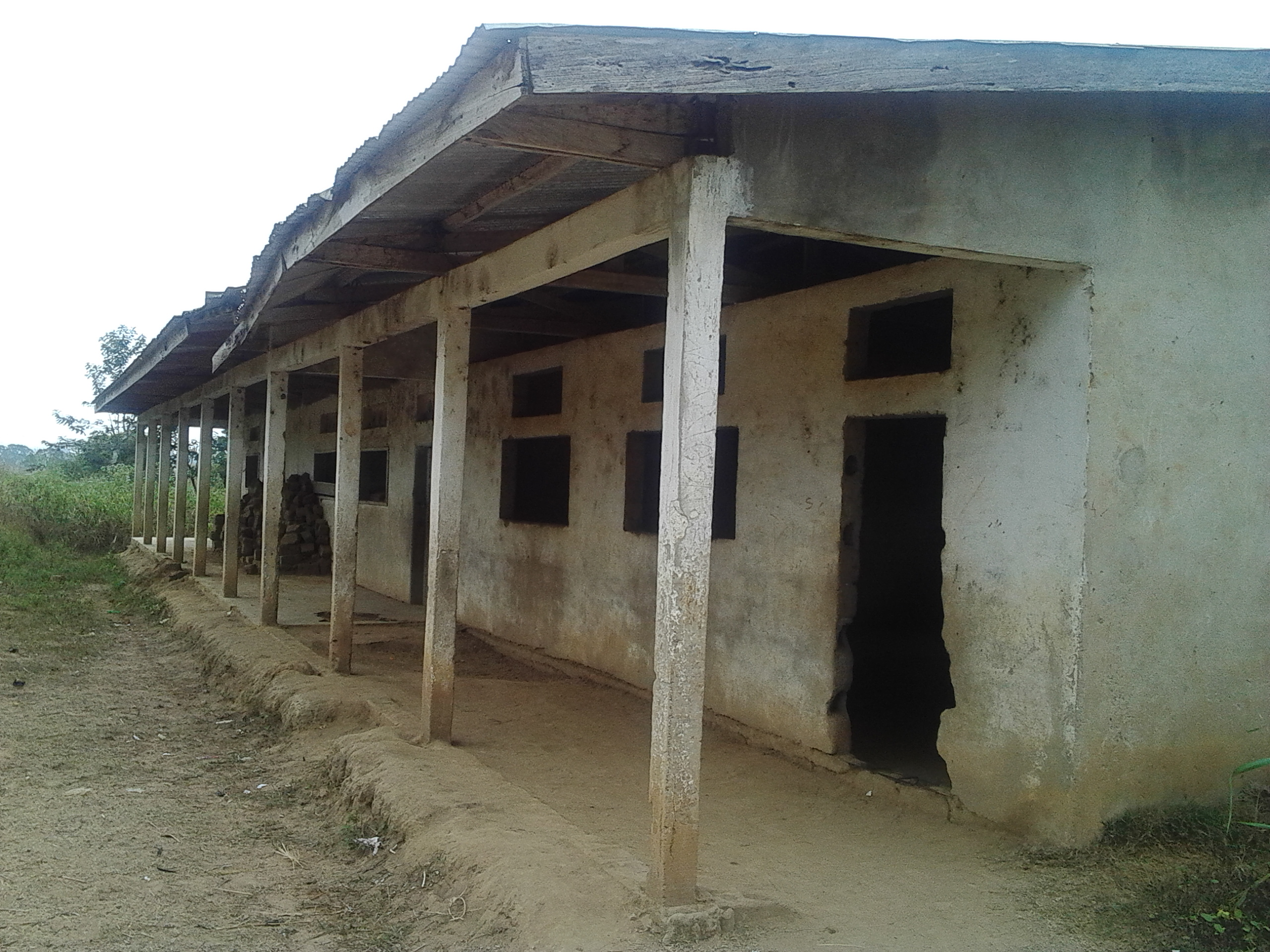
Un bâtiment de l’école publique.
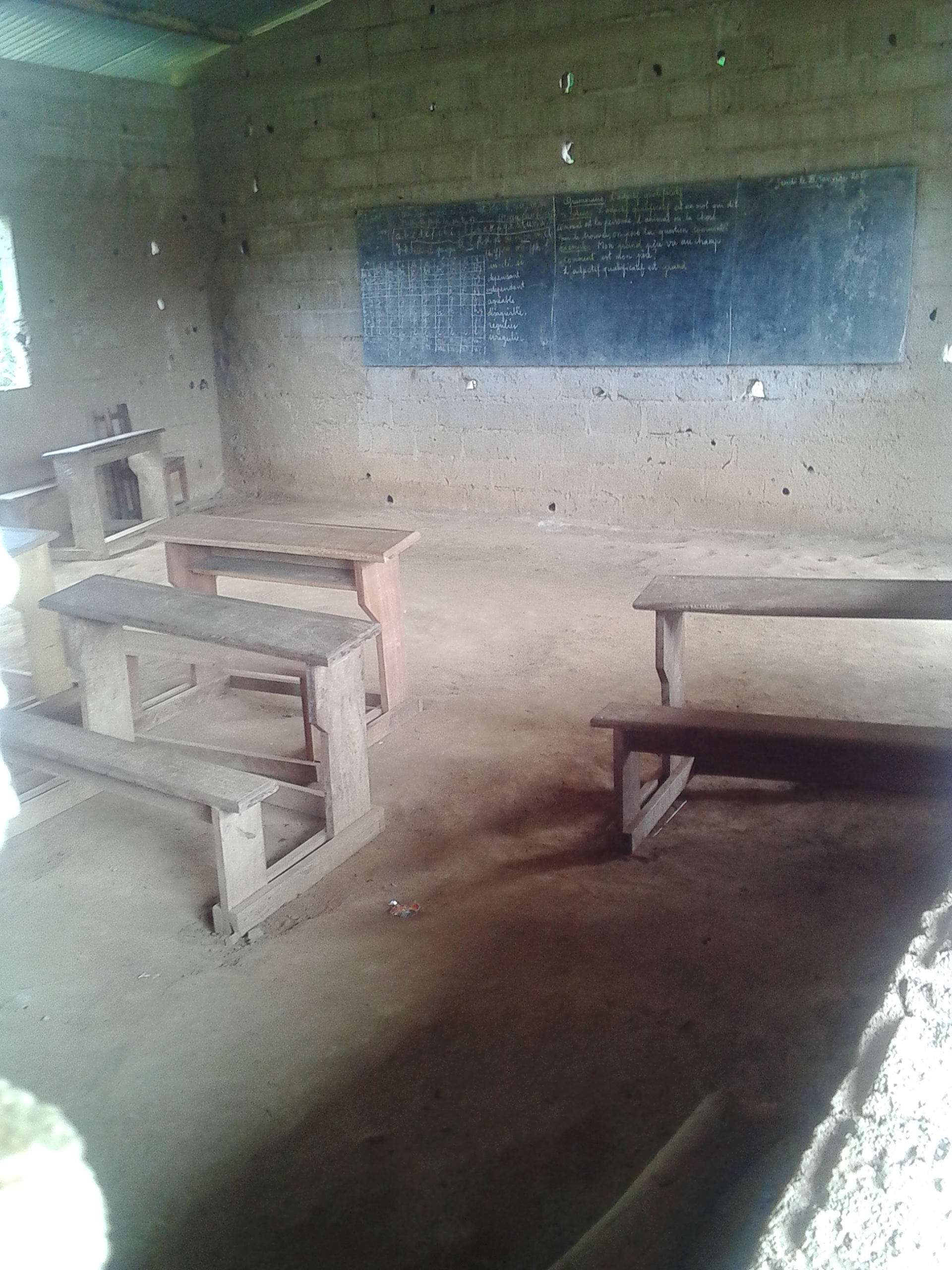
L'intérieur d'une salle de classe de l’école.

### Religions

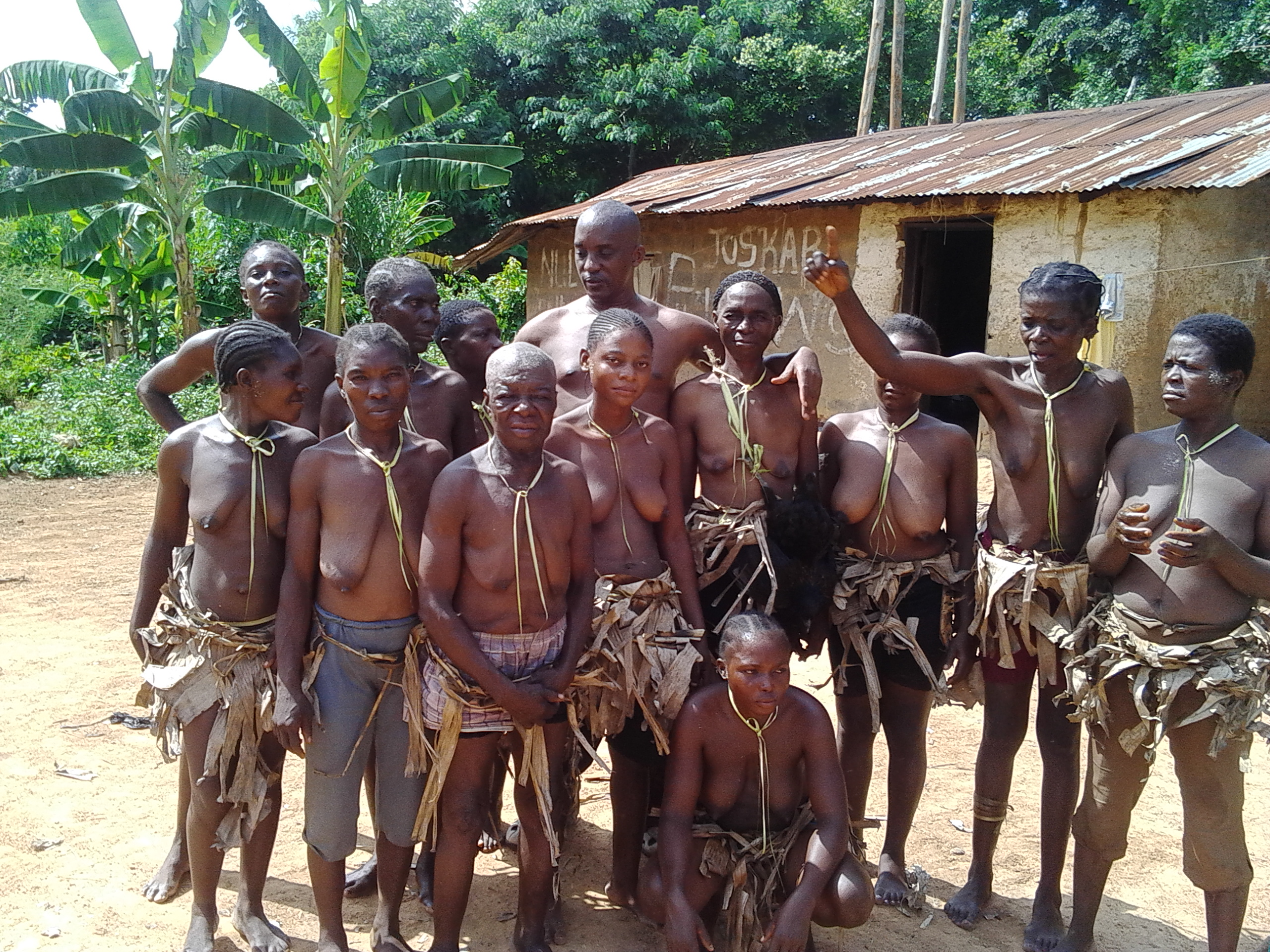
Mbaka : rituel de conjuration et purification. Réalisé ici à la suite d'une mort violente

Dans une même famille, on retrouve les catholiques, les protestants, les musulmans, les adeptes des nouvelles obédiences religieuses qui vivent en parfaite harmonie. Toutes ces personnes restent attachées à leur culture dont elles pratiquent toujours les rites et rituels.
Une chapelle catholique est en projet de construction.

### Sports
Il existe un seul terrain de football, c'est celui de l’école publique de Boura 1.

### Énergie
Seule une partie du village, aux alentours de la chefferie est électrifiée, le reste de la population utilise des lampes tempête, à pétrole, artisanales à base de sève d'arbre, solaires ou générateurs électriques.

### Centres de santé

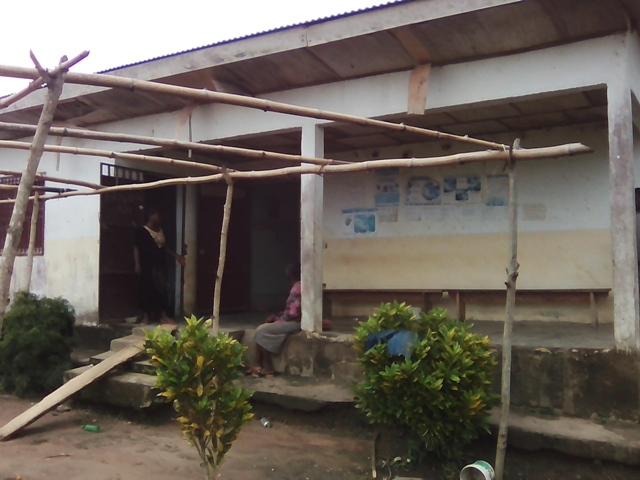
CSI Boura 2

Il n'existe aucune formation sanitaire à Boura 1, la plus proche est à Boura 2 mais elle présente un manque de matériel criant et un sous-équipement qui font que plusieurs personnes préfèrent aller se faire soigner ailleurs ou alors l'automédication.
La population se soigne par automédication lorsqu'elle ne va pas rencontrer un traitant traditionnel.

#### Problèmes de la femme à Boura 1
La femme à Boura 1 rencontre des problèmes liés à son autonomisation et l'amélioration de ses conditions de vie. Ceux-ci tournent autour de :
- la pauvreté ;
- l'abandon scolaire ;
- les grossesses précoces ;
- l'insalubrité ;
- l'absence de formation ;
- l'ignorance.

Quand on se rend sur les lieux, il est facile de se rendre compte qu'il n'y que le premier objectif du millénaire pour le développement qui semble atteint. Quant aux sept autres, il y a encore à faire.

## Perspectives
Boura 1 qui dès les années 1933 a connu une certaine hégémonie, a perdu de sa superbe de nos jours pour des causes pas toujours nettes. Du moins on peut relever parmi elles l'exode rural, la sous-scolarisation, l'alcoolisme, le manque de plan de développement.
Les populations sous l'impulsion du chef Belinga Bélinga se sont rassemblées au sein d'une association qu'elles ont appelée « Nguru râ Murôrondjê » afin d'impulser le développement de ladite localité. Elles sont assistées par d'autres associations, organisations non gouvernementale et les enfants de la localité qui essaient autant que faire se peut d'apporter leur encadrement aux populations de Boura 1 afin d'améliorer de leurs conditions de vie.
Sous l'impulsion de l'association Wissûmatê, plusieurs pratiques culturelles sont relancées à l'instar de la danse, la vannerie, la célébration des obsèques selon la culture.